# Народная партия России
Народная партия России (НПР) — российская левоцентристская политическая партия, созданная политтехнологом Андреем Богдановым, существовавшая в 2012—2019 годах. Журналисты часто называли её партией-спойлером.

## История образования
Партия образована 11 апреля 2012 года и 28 мая зарегистрирована Министерством юстиции России под председательством правления Александра Васенина — 16.12.1990 года рождения из Москвы, интересующегося рэп-культурой, являющегося другом Дениса Богданова, старшего сына лидера ДПР Андрея Богданова. Председателем Высшего совета партии являлся политтехнолог директор пиар-агентства ООО КГ «Аранович и партнёры», президент общественной организации «Инвестиционная Россия» Станислав Аранович — 08.07.1983 года рождения из Саранска,. Ранее Станислав Аранович был руководителем молодёжного направления мордовского отделения партии «Союз правых сил»;  с 2006—2008 ДПР; с 2008—2012 Правое дело.
У самой партии не было программы, при этом воронежское региональное отделение партии в своей программе выступало приверженцем идеологии анархизма и использовало собственную символику партии, отличающуюся от центральной.
Партия создана при участии лидера «Демократической партии России» (ДПР) и одноимённого Центра политических технологий Андрея Богданова, об этом было заявлено 18 июля на совместной пресс-конференции «Координационного совета — технической коалиции», на которой Богдановым официально было представлено пять новых созданных при его участии политических партий: восстановленная «Демократическая партия России», а также «Союз горожан» под руководством Дмитрия Попкова, «Социал-демократическая партия России» под руководством Виктора Милитарёва, «Коммунистическая партия социальной справедливости» под руководством Юрия Морозова и «Народная партия России», которую представлял в качестве её лидера Станислав Аранович. Партия является членом «Координационного совета — технической коалиции», созданного по инициативе лидера ДПР Андрея Богданова. Количество членов партии на 2012 год - 500 человек (минимальное требуемое количество членов для регистрации политической партии после поправок федерального закона ФЗ-95 от 23 марта 2012 г).
Интернет-издание Lenta.ru высказалось о том, что одноимённая партия является спойлером и партийным бизнесом её владельцев политтехнологов Богданова и Арановича. Принадлежащий им зарегистрированный бренд выставлен ими на продажу, об этом также свидетельствует программа партии, состоящая из трёх общих предложений, опубликованная на сайте Министерства юстиции России.
3 декабря 2013 года в связи с событиями на Евромайдане лидер партии Станислав Аранович совместно с юристом Дмитрием Третьяковым выступил с заявлением о том, что Россия в рамках СНГ обязана выйти с инициативой к Правительству Украины оказать поддержку против оппозиции вплоть до силового вмешательства, направив силы МВД России в помощь своим украинским коллегам.
14 июня 2019 Верховный суд по иску минюста ликвидировал партию, за недостаточное участие партии в выборах в течение семи лет подряд. Сам председатель партии Станислав Аранович организовал и возглавил Общероссийское общественное движение «Инвестиционная Россия».

## Выборы

### 2012 год
14 октября 2012 года партия приняла участие в 3 из 6 региональных законодательных собраний. По их итогам партия не получила ни одного мандата: Северная Осетия (448) 0,20 % голосов, Пензенская область (2020) 0,37 % голосов, Тверская область (229) 0,28 % голосов,

### 2013 год
10 июля 2013 года на выборах в Думу Тольятти центром Андрея Богданова были поданы документы 7 партий, включая «Народную партию России», 12 июля городская избирательная комиссия отказала в регистрации всем семи партиям, но уже 24 июля вышестоящая Самарская областная избирательная комиссия отменила решение местного избиркома и вернула партии на регистрацию, которые впоследствии получили 370 голосов (0,23 %).
20 июня 2013 года на выборах главы города Воронежа народная партия выдвинула главу городского поселения Семилуки Николая Маркова (род.1981) (ранее состоящего и избранного при поддержке КПРФ), впоследствии набравшего 7 198 голосов (3,74 %).
На выборах в единый день голосования 8 сентября 2013 года партия выдвинула своих кандидатов преимущественно по партийным спискам, при средней явке 30—35 % получив следующий результат:
- Архангельская область, Архангельское областное собрание депутатов 541 голос (0,22 %)[29], в городская думу Архангельска получила 116 голосов (0,21 %)[30]

- Кемеровская область, Совет народных депутатов Кемеровской области 930 голосов (0,06 %)[31]

- Смоленская область, Смоленская областная дума 664 голоса (0,28 %)[32]

- Якутия, парламент республики 1 090 голосов (0,39 %)[33], в городскую думу Якутии 112 голосов (0,20 %)[34]

- Бурятия, парламент республики 703 голоса (0,24 %)[35]

- Чеченская Республика, парламент 163 голоса (0,03 %)[36]

В 2016 году в выборах в Государственную думу 7-го созыва не участвовала, партия не имела представителя в региональном или городском парламенте и не была освобождена от сбора подписей. Партия не проводила сбора подписей на выдвижение.
В 2017 году в октябре к Президентским выборам в России (2018) партия вошла в объединение непарламентских партий «форум „Третья сила“», выдвинув кандидата на праймериз блока, председателя «Национального родительского комитета» Ирину Волынец.

### Руководство
- Аранович Станислав Геннадьевич — Председатель высшего совета